# مات أرويو
مات أرويو (بالإنجليزية: Matt Arroyo) هو فنان قتال مختلط أمريكي، ولد في 1 سبتمبر 1982 في كويلسكيل في الولايات المتحدة.

## وصلات خارجية
- مات أرويو على موقع يو إف سي (الإنجليزية)
- مات أرويو على موقع شيردوغ (الإنجليزية)
- مات أرويو على موقع IMDb (الإنجليزية)